# Gorga (España)

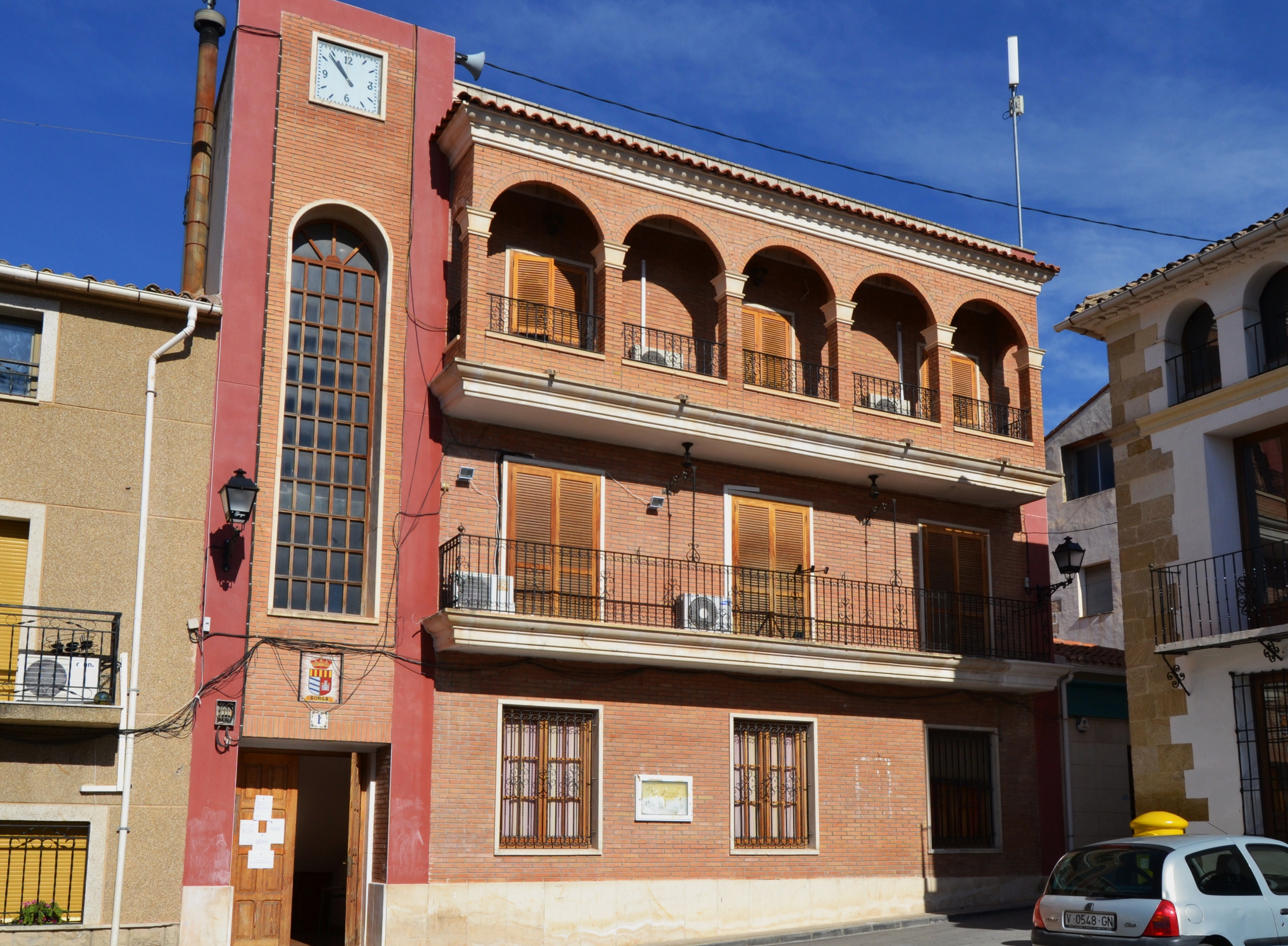
Ayuntamiento de Gorga

Gorga es un municipio de España perteneciente a la provincia de Alicante, en la Comunidad Valenciana. Se encuentra dentro de la comarca del Condado de Cocentaina.
En este pueblo, podemos encontrar la iglesia de la Asunción, con un campanario austero que constituye en el centro neurálgico de Gorga.

## Geografía
Situado en la confluencia de los valles de Seta y de Travadell, en la ladera derecha del río Seta, entre las sierras de Alfaro y de la Serrella, su término, de 9,1 km², es bastante accidentado, lleno de barrancos y montañas y presenta gran atractivo para las excursiones a pie. Además, se puede encontrar un río llamado "Río de Gorga" que conecta el pueblo con el valle de Travadell.
El término municipal de Gorga limita con los de Cocentaina, Balones, Millena, Cuatretondeta, Benasau y Benilloba, en la misma comarca del Condado de Cocentaina, y Penáguila, en la Hoya de Alcoy.

## Historia
La actual población es de origen musulmán, igual que el vecino castillo de Travadell. Jaime I conquistó Gorga otorgándole privilegios y el título de Villa. El año 1248 la dio a Doménec Pérez para que la repoblara. Posteriormente poseyó la baronía Roger de Lauria, en 1235 se erigió en señorío independiente de Alcoy después de la sentencia del pleito formulado sobre la herencia del almirante. El señorío fue también propiedad del marqués de Guadalest y del de Ariza.
Una vez finalizada la época de la romanización de estas tierras, que engloba desde la conquista romana hasta la llegad de los visigodos, llegarán los árabes, que a partir del año 711 (D.C) empiezan a invadir la península ibérica. Alrededor del año 718 conquistaron nuestro país y tuvieron que pasar quinientos veintisiete años para que las tropas del rey incorporen a la civilización cristiana y occidental  las comarcas meridionales del Reino de Valencia. De esta manera, dentro del reino conquistado por Jaime I, el año 1245 es el momento clave para el devenir del pueblo de Gorga.
El término Gorga, puede deberse a la repoblación de los Gorgones, un pueblo del Lazio. Es bien sabido que hubo una repoblación francesa e italiana, pero no se conoce el origen del nombre Gorga.Y es que, profundizando en este apunte histórico, su topónimo podría derivar tanto del latín "gurga" (garganta), como del musulmán, adoptando el significado de "lugar de aguas".

## Geografía humana

### Demografía
Cuenta con una población de 284 habitantes (INE 2024).
| Gráfica de evolución demográfica de Gorga entre 1842 y 2021                                                           |
| |
| Población de derecho según los censos de población del INE. Población de hecho según los censos de población del INE. |

## Economía
La economía es agrícola y ganadera. Las tierras cultivadas se dedican a la almendra, el olivo y frutas, especialmente melocotón y ciruela. El ganado y las granjas de pollos representan el sector ganadero. El censo de 2007 registró 248 habitantes. Forman la base de su economía sus cultivos, específicamente, bancales de frutales y de secano.

## Política
|                                               |         |                             |       |         |            |            |
| Elecciones municipales del 28 de mayo de 2023 |         |                             |       |         |            |            |
| Partido                                       | Partido | Candidato                   | Votos | Votos   | Concejales | Concejales |
| Partido Socialista del País Valenciano-PSOE   |         | Blas Calbo Ferrándiz        | 138   | 63,59 % | 5          | 1          |
| Partido Popular                               |         | María Susana Génis Domenech | 66    | 30,41 % | 2          | 1          |
| Fuente: Ministerio del Interior (España).     |         |                             |       |         |            |            |

| Periodo   | Nombre                      | Partido   |
| --------- | --------------------------- | --------- |
| 1979-1983 | Juan Bautista Segura Aracil | UCD       |
| 1983-1987 | José Company Barrachina     | PSPV-PSOE |
| 1987-1991 | José Company Barrachina     | PSPV-PSOE |
| 1991-1995 | José Company Barrachina     | PSPV-PSOE |
| 1995-1999 | José Company Barrachina     | PSPV-PSOE |
| 1999-2003 | Juan Jesús Zaragocí Masanet | PP        |
| 2003-2007 | Juan Jesús Zaragocí Masanet | PP        |
| 2007-2011 | Juan Jesús Zaragocí Masanet | PP        |
| 2011-2015 | Blas Calbo Ferrándiz        | PSPV-PSOE |
| 2015-2019 | Blas Calbo Ferrándiz        | PSPV-PSOE |
| 2019-2023 | Blas Calbo Ferrándiz        | PSPV-PSOE |

## Curiosidades
En Gorga se encuentra un olivo bimilenario que todavía se encuentra en producción, y con una oquedad central que sirvió de vivienda durante tiempo a una familia. Actualmente se utiliza como refugio de pastores. Este bonito olivo se puede encontrar junto a otros olivos a las afueras de Gorga, específicamente, a los alrededores de la sierra de Aitana, en el paraje conocido como Racó de Felip o Sobirà, en el Valle de Travadell.
En Gorga, además de destacar el plato de arroz a la cubana, también lo hace el emblemático "plato gorgueño", que está formado por una mezcla de carnes, embutidos y verduras, que plasman la esencia de la cocina regional.
En honor a la Virgen de Gracia, se celebran las fiestas patronales de Gorga, que son realizadas el primer domingo de septiembre y se rememoran con la escenificación de la aparición de la Virgen, una ofrenda de flores y una romería.Además, se celebra otra fiesta, en este caso, en honor al patrono San Blas. Consiste en una procesión que se realiza el primer domingo del mes, en la que se reparte pan Bendito (Pà Beneit) entre los asistentes. El pueblo de Gorga cumple con la tradición de llevar los panes en la cabeza hasta llegar a la iglesia para bendecirlos.